# Alectroenas
Az Alectroenas a madarak osztályának galambalakúak (Columbiformes) rendjébe és a galambfélék (Columbidae) családjába és a gyümölcsgalambformák (Treroninae) alcsaládjába tartozó nem.

## Rendszerezés
A nembe az alábbi 4 faj tartozik:
- madagaszkári gyümölcsgalamb (Alectroenas madagascariensis)
- Seychelle-szigeteki gyümölcsgalamb (Alectroenas pulcherrima)
- Comore-szigeteki gyümölcsgalamb (Alectroenas sganzini)
- mauritiusi gyümölcsgalamb (Alectroenas nitidissima) – kihalt